# Sophie Daguin
Sophie Marguerite Daguin, född 26 mars 1801 i Paris, död 13 mars 1881 i Stockholm, var en fransk dansös som engagerad vid Kungliga Baletten i Sverige. Hon räknades som landets mest framstående ballerina under 1800-talets första hälft. Hon var även balettmästare för Kungliga Baletten och som sådan den första av sitt kön på denna post.

## Biografi och karriär
Efter sex års utbildning under bland andra Charles Louis Didelot i hemstaden Paris värvades hon till Operan i Stockholm, där hon debuterade år 1815 i Jean Daubervals La fille mal gardée mot André Isidore Carey. Hon gjorde succé, varefter hennes karriär gick stadigt uppåt. Hon var premiärdansös 1820–1843, balettmästare gemensamt med P.E. Wallquist 1827–1830, föreståndare för balettelevskolan 1830–1856 och pantomimdansös 1843–1856. Fortfarande i 40-årsåldern räknades hon som Stockholms främsta dansös. 
Hennes rolltolkningar blev mönsterbildande i Stockholm, och i sina egna iscensättningar, som Max och Emma 1842, förmedlade hon traditioner från Paris. En av hennes elever var Charlotta Norberg. Daguin var vän med Emilie Högqvist och gjorde tillsammans med henne 1834 en studieresa till Hamburg och Paris, varifrån de medförde kostymkläder till ett värde på 660 riksdaler banco; resan blev troligen betald av Högqvists blivande älskare kronprins Oskar och de slapp också betala tull på sina inköp genom dennes fars försorg.
Hennes mest ansedda roller var titelrollen i baletten Jenny eller Engelska inbrottet i Skottland, roller i operan Den lilla slavinnan och Fra Diavolo, i Selinders Dansvurmen, Bournonvilles Hemkomsten, F Taglionis Le Lac des fées och som abbedissan i den berömda spökbaletten i klosterscenen i Robert av Normandie, och 1836 studerade hon in Fenellas roll i Aubers Den stumma från Portici för Johanne Luise Heiberg i Köpenhamn.
I egenskap av ogift kvinna var Daguin inte myndig i laglig mening, men ogifta kvinnor kunde ansöka om att bli myndiga, en ansökan som normalt bifölls, och Daguin myndigförklarades vid 31 års ålder 1 augusti 1832.